# Bukarevac
Bukarevac (en serbe cyrillique : Букаревац ; en albanais : Bukuroci) est un village de Serbie situé dans la municipalité de Preševo, district de Pčinja. En 2002, il comptait 905 habitants, dont 899 Albanais (99,33 %).
Bukarevac est également connu sous le nom de Bukurevac. Le village est situé à proximité de la route européenne E75.
En septembre 2011, l'assemblée des députés albanais de Preševo, Bujanovac et Medveđa a incité les Albanais de Serbie à boycotter le recensement prévu pour le mois d'octobre de cette année-là ; de ce fait, aucun chiffre de population n'a été communiqué pour les localités de la municipalité de Preševo.

## Démographie
| 1948 | 1953 | 1961 | 1971 | 1981 | 1991 | 2002 |
| ---- | ---- | ---- | ---- | ---- | ---- | ---- |
| 457  | 526  | 597  | 679  | 672  | 630  | 905  |

|  |